# インプリミトゥーラ
インプリミトゥーラ （伊：imprimatur）とは、油彩画やテンペラ画を描く際にキャンバスなどの支持体に地塗りを数回行ったあと最後に施される“下塗り”のこと。この時、用いた色が1層目の絵具層になる。15世紀頃に誕生した描法で 、フーベルト・ファン・エイク(Hubert van Eyck, 1370頃〜1426年)とヤン・ファン・エイク（Jan van Eyck, 1390頃〜1441年）のファン・エイク兄弟や、ティツィアーノ・ヴェチェッリオ（Tiziano Vecellio、1488〜1576年）、ピーテル・パウル・ルーベンス (Peter Paul Rubens、1577〜1640年) 等が使用した。

## 歴史・誕生経緯
インプリミトゥーラは油絵具の誕生後に使用され始めた描法で混合技法の一つである。その目的は下地を有色にすることで、“白色を支持体上に吸収させずに有効に使用すること”、つまり白を“白色”だと解らせるためであった。その創始者は油彩画法を世界で初めて確立した、ファン・エイク兄弟だったとされている。
この技法がティツィアーノを始めとするヴェネツィア派の画家達に伝わると、彼らは赤褐色の暗いインプリミトゥーラを施して上層に明るい色を用いるようになった。しかし、赤褐色の絵具の主成分である、 酸化鉄（II)＝Fe2O3 (赤褐色)は酸化作用により、 酸化鉄(III)＝Fe3O4 (暗褐色)に変化してしまうため、上層の色に変色を起こすことがあった。
これを受けてルーベンスは主に灰色(木炭の粉末と鉛白を混合したもの)のインプリミトゥーラを施すことで変色をある程度抑えることに成功した。現代は使用される色に関係なく、下塗り層を全てインプリミトゥーラ、または単に下塗りと呼んでいる。
また、 15世紀は現代に比べると支持体の質が悪く色を均等に塗るのが困難だったため、これを改善する効果もあった。。

## 使用法例
インプリミトゥーラを調整することで、上層の絵具の吸収性を変化させられるなど、明暗表現を容易にすることが可能となる。また、インプリミトゥーラで有色した下地の色調をそのまま使用し、画面の一部として活用することが出来る。
例えば、森を描く際に緑色系のインプリミトゥーラを施すことで、その上に濃い、または薄い緑色を塗り重ねるだけで境界や立体感を表現することが可能となる。また,森と人体を同じキャンバス内に描く際などは緑色系と肌色系のインプリミトゥーラを目的の場所にそれぞれ施すといったように、絵によっては複数の色が使用されることもある。
また、最初から描くものを決めて計画的にインプリミトゥーラを施す者も入れば、描くものを決めずに動的なインプリミトゥーラを施す者もいる。つまり、偶然性を利用して画面から見えてきたイメージを基に描いていくのである。特に、20世紀に登場したウィーン幻想派の画家達の中には“版を押すように”インプリミトゥーラを施し、それによって生じた模様を見てから何を描くかを決める者もいる。

## 塗り方(地塗り〜インプリミトゥーラの完成まで)
最初に膠やニスで地塗りを行う。その理由は、油絵具は乾燥ではなく酸化で固まるため支持体である布や板まで油絵具が染み込むとぼろぼろにしてしまうからである。それを防ぐための層を地塗りで作るのである。その次に絵具で下塗りをしていく。（使用する筆、道具は各自の自由である。）下塗りが終了したら、数時間から長くて1週間ほど乾かし、下地の色が滲んでこないようにする。この時、何かしらの色を支持体全体に塗るのが基本だが、モチーフの形態に合わせ、その部分にだけ色を塗ることもある。その後、剃刀の刃を使って画面を研ぐ。これは、表面を平滑にするためと、必要以上の油分を取り除くためである。こうしてインプリミトゥーラは完成となる。